# Apocheiridium asperum
Apocheiridium asperum är en spindeldjursart som beskrevs av Beier 1964. Apocheiridium asperum ingår i släktet Apocheiridium och familjen dvärgklokrypare. Inga underarter finns listade i Catalogue of Life.